# Kinétoscope (film)
Kinétoscope est un court métrage dramatique américain réalisé et écrit en 2005 par Max Goldblatt, avec Erik Liberman.

## Synopsis
Les lumières deviennent de plus en plus sombres. Le rideau s'ouvre. Le projecteur s'allume. Un film d'horreur. Mais, derrière toi, le projectionniste fait un pacte avec un genre différent d'horreur ... dans son alcôve.

## Fiche technique
- Titre original : Kinétoscope
- Réalisation et scénario : Max Goldblatt
- Photographie : Kellen Quinn
- Production : Dan Janvey
- Genre : court métrage dramatique
- Durée : 13 minutes
- Format : 1.33:1 - noir et blanc - stéréo

## Distribution
- Erik Liberman : le projectioniste
- Anthony Nikolchev : le garçon
- Lily Whitsitt : la fille